# 누에보 다리

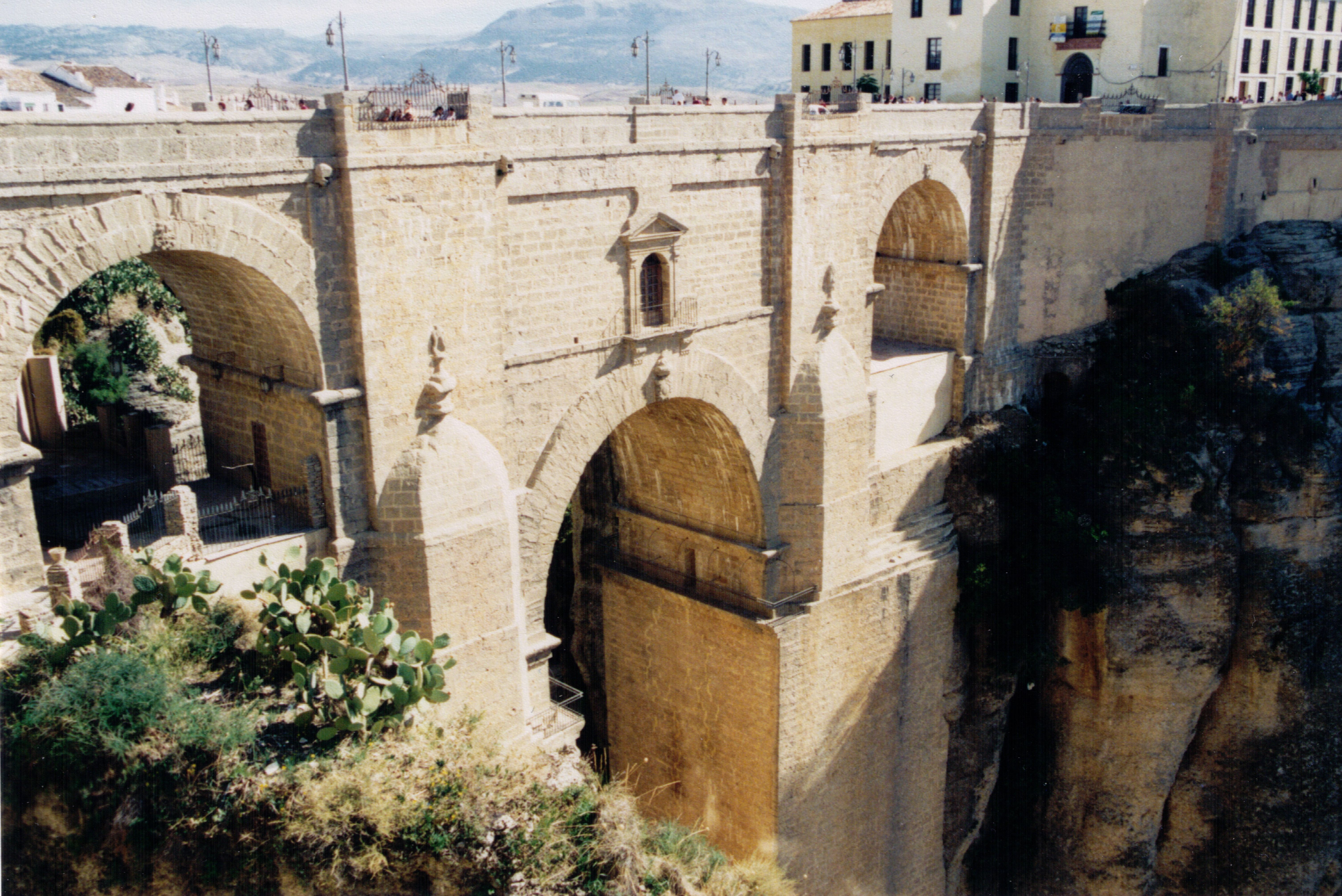
누에보 다리

누에보 다리(스페인어: Puente Nuevo)는 스페인 론다에 있는 다리이다.
누에보 다리는 스페인 남부의 론다의 구시가지(La Ciudad)와 신시가지(Mercadillo)를 이어지고 있는 세 개의 다리 중 가장 나중에 만들어진 다리로, 과다레빈 강을 따라 형성된 120m 높이의 협곡을 가로지르고 있다.
다리 건축은 1735년 펠리페V에 의해 처음 제안되었으며, 8개월만에 35m 높이의 아치형 다리로 만들어졌으나 무너져서 50여명의 사상자를 냈다. 그로부터 몇 년 뒤인 1751년에 새로이 착공이 이루어져 1793년 다리 완공까지 42년의 기간이 소요되었다. 건축가는 José Martin de Aldehuela이였고, 책임자는 Juan Antonio Díaz Machuca였다. Juan Antonio Díaz Machuca는 다리 건축 시에 필요한 거대한 돌들을 들어올리기 위해서 획기적인 기계들을 고안해냈다. 다리의 높이는 98m이며, 타호 협곡(El Tajo Gorge)으로부터 돌을 가져와 축조하였다.
다리 중앙의 아치 모양 위에 위치한 방은 감옥부터 바까지 다양한 용도로 사용되었다. 1936년~39년에 일어난 스페인 내전 기간 중 양 측의 감옥 및 고문 장소로도 사용되었으며, 포로 중 몇몇은 창문에서 골짜기 바닥으로 던져져 죽임을 당하기도 했다는 주장이 있다. 현재 이 방은 다리의 역사와 건축에 대한 전시장으로 사용되고 있다.

## 같이 보기
- 론다 (스페인)